# Futbol'nyj Klub Dinamo Moskva 2007
Questa voce raccoglie le informazioni riguardanti la Dinamo Mosca nelle competizioni ufficiali della stagione 2007.

## Rosa
| N. |                       | Ruolo | Calciatore        |
| -- | --------------------- | ----- | ----------------- |
| 1  | Russia (bandiera)     | P     | Anton Šunin       |
| 2  | Kazakistan (bandiera) | C     | Andreı Karpovıch  |
| 3  | Russia (bandiera)     | D     | Aleksandr Točilin |
| 4  | Montenegro (bandiera) | D     | Jovan Tanasijević |
| 5  | Russia (bandiera)     | C     | Igor' Semšov      |
| 6  | Argentina (bandiera)  | D     | Leandro Fernández |
| 7  | Russia (bandiera)     | C     | Kirill Kombarov   |
| 8  | Russia (bandiera)     | C     | Dmitrij Chochlov  |
| 9  | Russia (bandiera)     | C     | Dmitrij Kombarov  |
| 10 | Portogallo (bandiera) | C     | Danny             |
| 11 | Russia (bandiera)     | A     | Ruslan Pimenov    |

| N. |                       | Ruolo | Calciatore            |
| -- | --------------------- | ----- | --------------------- |
| 13 | Russia (bandiera)     | D     | Vladimir Granat       |
| 14 | Ucraina (bandiera)    | C     | Denis Skepsky         |
| 17 | Russia (bandiera)     | D     | Aleksandr Lobkov      |
| 19 | Portogallo (bandiera) | A     | Cicero                |
| 21 | Lituania (bandiera)   | P     | Žydrūnas Karčemarskas |
| 22 | Russia (bandiera)     | C     | Yevgeni Smaznov       |
| 23 | Russia (bandiera)     | P     | Vasili Frolov         |
| 24 | Lituania (bandiera)   | D     | Arunas Klimavičius    |
| 25 | Russia (bandiera)     | D     | Denis Kolodin         |
| 27 | Russia (bandiera)     | C     | Aleksandr Zaikin      |
| 29 | Russia (bandiera)     | A     | Dmitrij Bulykin       |

## Risultati

### Prem'er-Liga
| Mosca 11 marzo 2007 1ª giornata | Dinamo Mosca | 0 – 1 referto | Spartak Mosca | Stadio Dinamo |

| Mosca 18 marzo 2007 2ª giornata | Dinamo Mosca | 1 – 1 referto | CSKA Mosca | Stadio Dinamo |

| Perm' 31 marzo 2007 3ª giornata | Amkar Perm' | 1 – 1 referto | Dinamo Mosca | Stadio Zvezda |

| Mosca 7 aprile 2007 4ª giornata | Dinamo Mosca | 2 – 1 referto | Lokomotiv Mosca | Stadio Dinamo |

| San Pietroburgo 14 aprile 2007 5ª giornata | Zenit San Pietroburgo | 3 – 0 referto | Dinamo Mosca | Stadio Petrovskij |

| Mosca 21 aprile 2007 6ª giornata | Dinamo Mosca | 2 – 1 referto | Chimki | Stadio Dinamo |

| Vladivostok 28 aprile 2007 7ª giornata | Luč-Ėnergija | 0 – 1 referto | Dinamo Mosca | Stadio Dinamo |

| Mosca 5 maggio 2007 8ª giornata | Dinamo Mosca | 2 – 0 referto | Spartak-Nal'čik | Stadio Dinamo |

| Tomsk 12 maggio 2007 9ª giornata | Tom' Tomsk | 1 – 0 referto | Dinamo Mosca | Trud Stadium |

| Mosca 20 maggio 2007 10ª giornata | Dinamo Mosca | 0 – 0 referto | FK Mosca | Stadio Dinamo |

| Samara 26 maggio 2007 11ª giornata | Kryl'ja Sovetov Samara | 3 – 2 referto | Dinamo Mosca | Stadio Metallurg (Samara) |

| Mosca 10 giugno 2007 12ª giornata | Dinamo Mosca | 1 – 1 referto | Saturn | Stadio Dinamo |

| Krasnodar 17 giugno 2007 13ª giornata | Kuban' | 0 – 4 referto | Dinamo Mosca | Stadio Kuban' |

| Mosca 23 giugno 2007 14ª giornata | Dinamo Mosca | 3 – 0 referto | Rostov | Stadio Dinamo |

| Kazan' 1º luglio 2007 15ª giornata | Rubin | 2 – 1 referto | Dinamo Mosca | Stadio Centrale di Kazan' |

| Mosca 14 luglio 2007 16ª giornata | CSKA Mosca | 0 – 1 referto | Dinamo Mosca | Stadio Dinamo |

| Mosca 20 luglio 2007 17ª giornata | Dinamo Mosca | 0 – 0 referto | Amkar Perm' | Stadio Dinamo |

| Mosca 28 luglio 2007 18ª giornata | Lokomotiv Mosca | 2 – 2 referto | Dinamo Mosca | Stadio Lokomotiv |

| Mosca 4 agosto 2007 19ª giornata | Dinamo Mosca | 4 – 2 referto | Zenit San Pietroburgo | Stadio Dinamo |

| Chimki 11 agosto 2007 20ª giornata | Chimki | 1 – 0 referto | Dinamo Mosca | Stadio Rodina |

| Mosca 18 agosto 2007 21ª giornata | Dinamo Mosca | 1 – 0 referto | Luč-Ėnergija | Stadio Dinamo |

| Nal'čik 26 agosto 2007 22ª giornata | Spartak-Nal'čik | 4 – 1 referto | Dinamo Mosca | Spartak Stadium |

| Mosca 31 agosto 2007 23ª giornata | Dinamo Mosca | 3 – 1 referto | Tom' Tomsk | Stadio Dinamo |

| Mosca 22 settembre 2007 24ª giornata | FK Mosca | 4 – 1 referto | Dinamo Mosca | Stadio Ėduard Strel'cov |

| Mosca 30 settembre 2007 25ª giornata | Dinamo Mosca | 1 – 1 referto | Kryl'ja Sovetov Samara | Stadio Dinamo |

| Ramenskoe 6 ottobre 2007 26ª giornata | Saturn | 2 – 1 referto | Dinamo Mosca | Saturn Stadium |

| Mosca 21 ottobre 2007 27ª giornata | Dinamo Mosca | 1 – 0 referto | Kuban' | Stadio Dinamo |

| Rostov sul Don 27 ottobre 2007 28ª giornata | Rostov | 0 – 0 referto | Dinamo Mosca | Stadio Olimp-2 |

| Mosca 3 novembre 2007 29ª giornata | Dinamo Mosca | 0 – 1 referto | Rubin | Stadio Dinamo |

| Mosca 11 novembre 2007 30ª giornata | Spartak Mosca | 2 – 1 referto | Dinamo Mosca | Stadio Lužniki |

### Kubok Rossii
| Kursk 27 giugno 2007 Quinto turno | Avangard Kursk | 0 – 3 referto | Dinamo Mosca | Stadio Trudovye rezervy |

| San Pietroburgo 8 agosto 2007 Ottavi di finale | Zenit San Pietroburgo | 9 – 3 referto | Dinamo Mosca | Stadio Petrovskij |